# 라이마 (신화)
라이마 (Laima) (리투아니아어: Laimė)는 리투아니아와 라트비아 같은 발트해를 마주하고 있는 여러 국가에서 믿고있는 운명의 여신이다. 라이마는 출산, 결혼, 죽음과도 관련이 있는 신이다. 라이마는 임산부들을 보호자이기도 하다. 라이마는 힌두교의 여신 락슈미와 비슷하다

## 라트비아

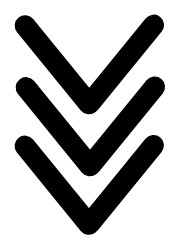
라트비아에서 자수에 수놓는 라이마 여신의 상징.

라트비아 신화에서 라이마는 그녀의 자매 카르타(리투아니아어:Kārta, 라트비아어: Kārtai)와 데크라 (리투아니아어:Dēkla, 라트비아어: Dēklai)는 노르웨이의 운명의 신 노른 또는 그리스 신화의 모이라이와 비슷한 삼위일체 (Lamias)를 이루고 있다. 라이마는 개인의 운명에 대한 최종 결정을 내리기 때문에 인기가 많은 신이다. 세 명 모두 비슷한 기능을 가지고 있지만 라이마는 행운의 여신이며 어머니와 출산과 더 관련이 있으며, 데크라는 어린이를 담당하고 카르타는 성인의 삶을 지배한다. 현대의 신이교 운동 (Dievturība)에서 이 3명의 여신의 3가지의 다른 양상에 있는 같은 신임을 나타내는 3명의 라이마스로 불린다. 19세기 말의 출생 의식에는 암탉, 양, 수건 또는 기타 라이마 직물 재료가 포함되었다. 여성들만의 사우나 (pirtis)에서 의식에 참가할 수 있었다.

## 리투아니아
리투아니아 신화에서 라이마 (fate, destiny)와 라이메 (Laimė, 좋은 운명)과 라우메 (Laumė, 페어리)와 자주 혼동된다. 관련된 다른 신은 달리아 (Dalia, fate)와 길티네 (Giltinė, 사신)를 포함한다. 라이마는 다니엘 클라인 (Daniel Klein)에 의해 수집되어 1666년에 출판된 리투아니아의 노래에 대한 라틴어 머리말에서 빌헬름 마티니 (Wilhelm Martini)가 쓴 라이멜리아 (Laimelea)로 처음 출간되었다. 그녀는 또한 마테우스 프레토리우스 (Matthäus Prätorius), 야콥 브로도우스키 (Jacob Brodowski), 필리프 루히그 (Philipp Ruhig) 및 다른 사람들에 의해 언급되었다.
라이마의 가장 중요한 임무 중 하나는 신생아의 삶이 어떻게 될 것인지를 예언하는 것이다 (리투아니아어: lemti). 라이마의 예언은 하나뿐이지만 경우에 따라 3명의 라이마 (Laimias)가 종종 모순된 예언을 하기도 한다. 최종적으로 결정된 예언은 번복할 수 없으며 라이마 자신조차도 바꿀 수 없다. 3명의 운명의 여신은 학자들 사이에 정립된 것이 적지만 유럽 종교에서는 개념이 잘 정립되어 있다 (예: 그리스의 모이라이).
초기 역사 기록에서, 라이마에 의한 예언이 리투아니아 종교를 치명적이라고 판단하는데 사용되었다.예를 들어, 1837년 맨프레드 티에츠 (Manfred Tietz)는 리투아니아 인들이 결정된 운명을 믿었기 때문에 두려움없는 전사였다고 적었다. 알기르다스 줄리엔 그레이마스 (Algirdas Julien Greimas)는 그러한 견해가 피상적이며 라이마는 운명을 결정하지 않지만 그것에 대해서만 알고 있다고 주장했다. 리투아니아의 한 대홍수 신화에서 라이마는 인류의 탄생에 참여했다.
라이마는 제거티 (Gegutė)와 관련이 있는데, 그레이마스 (Greimas)는 다른 여신으로 생각했지만 다른 사람들은 그녀를 라이마의 화신으로 본다. 제거티는 절기 및 절기의 연속을 책임졌다. 그녀가 부르는 소리의 횟수는 사람이 얼마나 오래 살았는지 예측하는 것으로 믿어졌다. 그녀는 봄에 한 해가 남은 시간을 보내는 방법을 결정한다. 예를 들어, 뻐꾸기 소리를 들었을 때 남자에게 돈이 없다면 그는 남은 기간 동안 가난해진다고 한다. 라이마의 신성한 나무는 린덴 나무이다.

## 전설
상인은 아들을 낳은 가난한 사람과 함께 머물렀다. 밤에 라이마가 정한 규칙에 따라 아이들이 상인과 함께 머물도록 정했다. 상인은 아이를 사서 숲으로 들어갔다. 라이마는 하늘에서 내려와 악마로부터 그를 보호하려고 아이를 둘러싼 원을 잘랐다. 원에서는 아름다운 꽃이 피었고, 그는 아이와 과일을 가지고 여행을 하였다. 상인의 딸은 자라서 라이마를 위한 사람이 되었다.

## 같이 보기
- 발트 신화의 인물 목록